# Cryptorhopalum haemorrhoidale
Cryptorhopalum haemorrhoidale là một loài bọ cánh cứng trong họ Dermestidae. Loài này được LeConte miêu tả khoa học năm 1824.